# Bill Barrett (natation)
Pour les articles homonymes, voir Bill Barrett et Barrett.
William Barrett (surnommé Bill), né en 1960 à Los Angeles, est un nageur américain qui a remporté une médaille d'argent sur le 200 mètres quatre nages aux Championnats du monde de natation 1982.

## Palmarès
- Médaille d'argent du 200 mètres quatre nages aux Championnats du monde de natation 1982